# Покемон: Мьюту наносит ответный удар — Эволюция
«Покемон: Мьюту наносит ответный удар — Эволюция» — 22-й полнометражный мультфильм о покемонах, вышедший в 2019 году и срежиссированный Кунихико Юямой и Мотонори Сакакибарой. Он также является ремейком с использованием компьютерной анимации первого полнометражного фильма — «Покемон: Фильм первый».
Премьера фильма в Японии прошла 12 июля 2019 года, дистрибьютером выступила компания Toho. Предпоказ прошёл в Лос-Анджелесе, штат Калифорния, США 4 июля 2019 года. Фильм стал доступен по всему миру на сервисе Netflix в день покемона 27 февраля 2020 года.
Слоган мультфильма — «The legend is back» («Легенда вернулась»).

## Сюжет
Джованни, лидер команды R, нанял ученого доктора Фудзи, чтобы он использовал свой опыт в области клонирования, чтобы создать суперсолдата на основе ресницы легендарного покемона Мью. Вскоре после создания покемон-суперсолдат обретает разум и получает имя Мьюту.
Несколько лет спустя Мьюту полностью пробудился от долгого сна в лаборатории на Новом острове и узнает о своем происхождении как клон Мью от доктора Фудзи. Разъяренный тем, что Фудзи и его коллеги видят в нём не более чем эксперимент, он высвобождает свои психические способности и разрушает лабораторию, в результате чего весь персонал, включая Фудзи, гибнет. Джованни, наблюдая резню издалека, подходит и убеждает Мьюту работать с ним, чтобы отточить его силы. Однако после того, как Мьюту узнает о намерении Джованни использовать его как оружие для своих преступных планов, он сбегает обратно на Новый остров, где замышляет отомстить человечеству.
После того, как Мьюту восстанавливает лабораторию и создает там базу, он приглашает нескольких тренеров с голограммами, чтобы сразиться с величайшим в мире тренером покемонов на Новом острове. Эш Кетчум и его друзья, Мисти и Брок, также получают сообщение и принимают приглашение, но когда они прибывают в портовый город, Олд-Шор-Уорф, Мьюту создает шторм, в результате чего лодки на пристани блокируются в целях безопасности. В результате группу Эша подбирает Команда R, замаскированная под капитанов, на парусной лодке в форме Лапраса. После того, как шторм затопил их судно посреди океана, Эш и его друзья вместо этого используют своих покемонов, чтобы добраться до Нового острова.
В сопровождении во дворец острова служанкой, появившейся на голограмме, Эш и другие тренеры - Кори, Фергус и Ниша, которым также удалось добраться до острова, сталкиваются с Мьюту. Служанка оказывается медсестрой Джой с промытыми мозгами после того, как она выходит из-под контроля Мьюту. Мьюту бросает вызов тренерам, используя клонированных покемонов. Тем временем Команда R также достигает Нового острова и исследует его внутреннее святилище, а Мью безобидно следует за ними. После того, как клоны Мьюту без особых усилий побеждают покемонов соискателей, он конфискует их и расширяет свою армию клонов. Эш преследует своего захваченного Пикачу в лаборатории клонирования, где также клонируется Мяут из Команды R. Эш уничтожает агрегат для клонирования, освобождает захваченных покемонов и ведет их противостоять Мьюту и его армии клонов. Затем появляется Мью, и Мьюту бросает ему вызов, чтобы доказать свое превосходство.
Все оригинальные покемоны сражаются со своими клонами, за исключением дерзких Пикачу и Мяута, который заключает мир со своим собственным клоном, осознав бессмысленность их борьбы. В ужасе от боли и страданий, которые ощущают обе стороны битвы, Эш отчаянно, но смело бросается под перекрёстный огонь, чтобы остановить бессмысленную битву между Мьюту и Мью, но получает смертельное ранение, отчего превращается в камень. Пикачу пытается оживить Эша своим электричеством, но безуспешно. Осознав, что Эш потерян навсегда, все покемоны горько оплакивают его, смело и благородно отдавшего свою жизнь во имя их спасения. Однако случается чудо: слёзы покемонов проникают в окаменевшее тело Эша и наполняют его своей энергией жизни, благодаря чему Эш исцеляется и воскресает, к большой радости его друзей и всех покемонов. Смелая и благородная жертва Эша тронула сердце Мьюту и тот понимает, что его следует судить не по обстоятельствам рождения, а по тому, как он распоряжается даром жизни. Уходя с Мью и клонами, Мьюту возвращает время вспять, как раз перед тем, как тренеры покидают Олд-Шор-Уорф, и стирает все воспоминания об этом событии (ради их же блага).
Вернувшись в город, теперь восстановленная медсестра Джой вернулась, чтобы вновь открыть Центр покемонов и приютить тренеров. Буря снаружи утихает и выйдя на причал, Эш замечает Мью, летящего сквозь облака, и рассказывает своим друзьям, как он увидел ещё одного легендарного покемона в тот день, когда покинул Паллет-Таун, после чего, троица друзей продолжает своё увлекательное путешествие, полное испытаний и приключений. Тем временем Команда R застряла на Новом острове, но проводят там время.
После титров короткая сцена показывает, как Мьюту, Мью и клоны летят к горе Кена в регионе Джото.

## Критика
Общий рейтинг фильма на аггрегаторе Rotten Tomatoes составил 44 % на основе десяти обзоров. Пол Эсей с Plugged In отметил, что некоторые зрители будут ощущать безумную ностальгию, а вот другим вряд ли понравится. Common Sense Media оценили фильм на 3 из 5 звёзд, отметив, что то, насколько зрителям он понравится, зависит от того, насколько им приглянётся переход к компьютерной анимации.